# Kodeks Uty

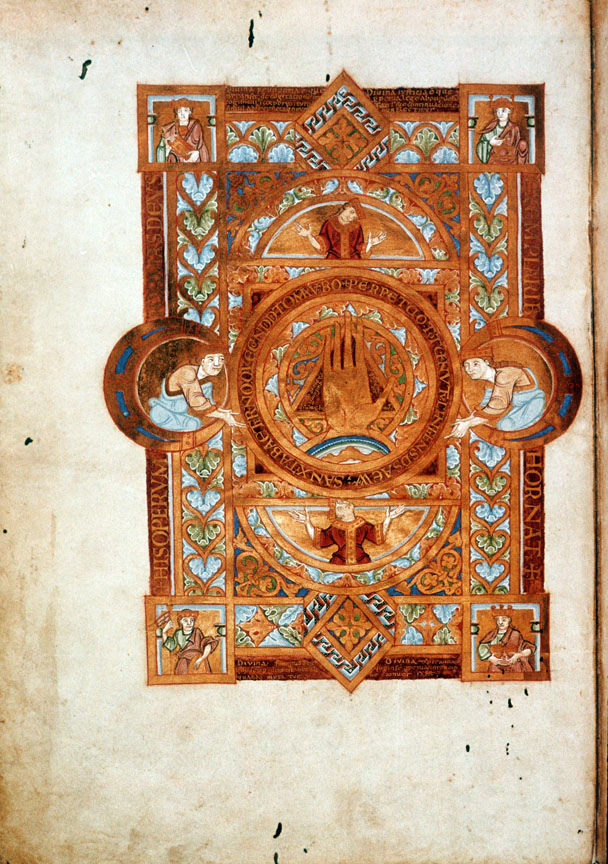
Miniatura z Ręką Boga

Kodeks Uty – iluminowany łaciński ewangeliarz z początku XI wieku, znajdujący się w zbiorach Bayerische Staatsbibliothek w Monachium (sygnatura Clm 13601).
Księga została wykonana około 1025 roku dla Uty, ksieni klasztoru Niedermünster w Ratyzbonie. Manuskrypt był przechowywany w Ratyzbonie do 1811 roku, kiedy po sekularyzacji dóbr kościelnych trafił do Bayerische Staatsbibliothek. Spisana na pergaminie księga ma wymiary 382×274 mm i liczy 119 kart. Umieszczona została w bogatej złotej oprawie, wysadzanej kamieniami szlachetnymi, na której przedstawiono tronującego Chrystusa z księgą w ręce i dłonią wzniesioną do błogosławieństwa. Obok głowy i stóp Chrystusa osadzone są parzyście plakietki z wizerunkami ewangelistów. Manuskrypt zdobi 8 całostronicowych miniatur. 4 miniatury umieszczone na początku księgi przedstawiają kolejno Rękę Boga, Utę z Najświętszą Marią Panną, ukrzyżowanego Chrystusa oraz patrona klasztoru Niedermünster św. Erharda; pozostałe 4 to portrety czterech ewangelistów. W warstwie kolorystycznej miniatur przeważa barwa złota.